# 35.ª Brigada Paraquedista (Israel)
A 35ª Brigada Paraquedista (em hebraico: חֲטִיבַת הַצַּנְחָנִים; romaniz.: Hativat HaTzanhanim), conhecida simplesmente como Brigada Paraquedista, é uma brigada de infantaria paraquedista que é subordinada ao Corpo de Infantaria do exército israelense. Ao longo de sua história, cumpriu várias missões de forças especiais desde a década de 1950. São consideradas uma das unidades de elite do exército do país.

## Ordem de batalha
- 101º Batalhão "Peten"
- 202º Batalhão "Tzefa"
- 890º Batalhão "Efah"
- 5135º Batalhão de Reconhecimento

## Galeria

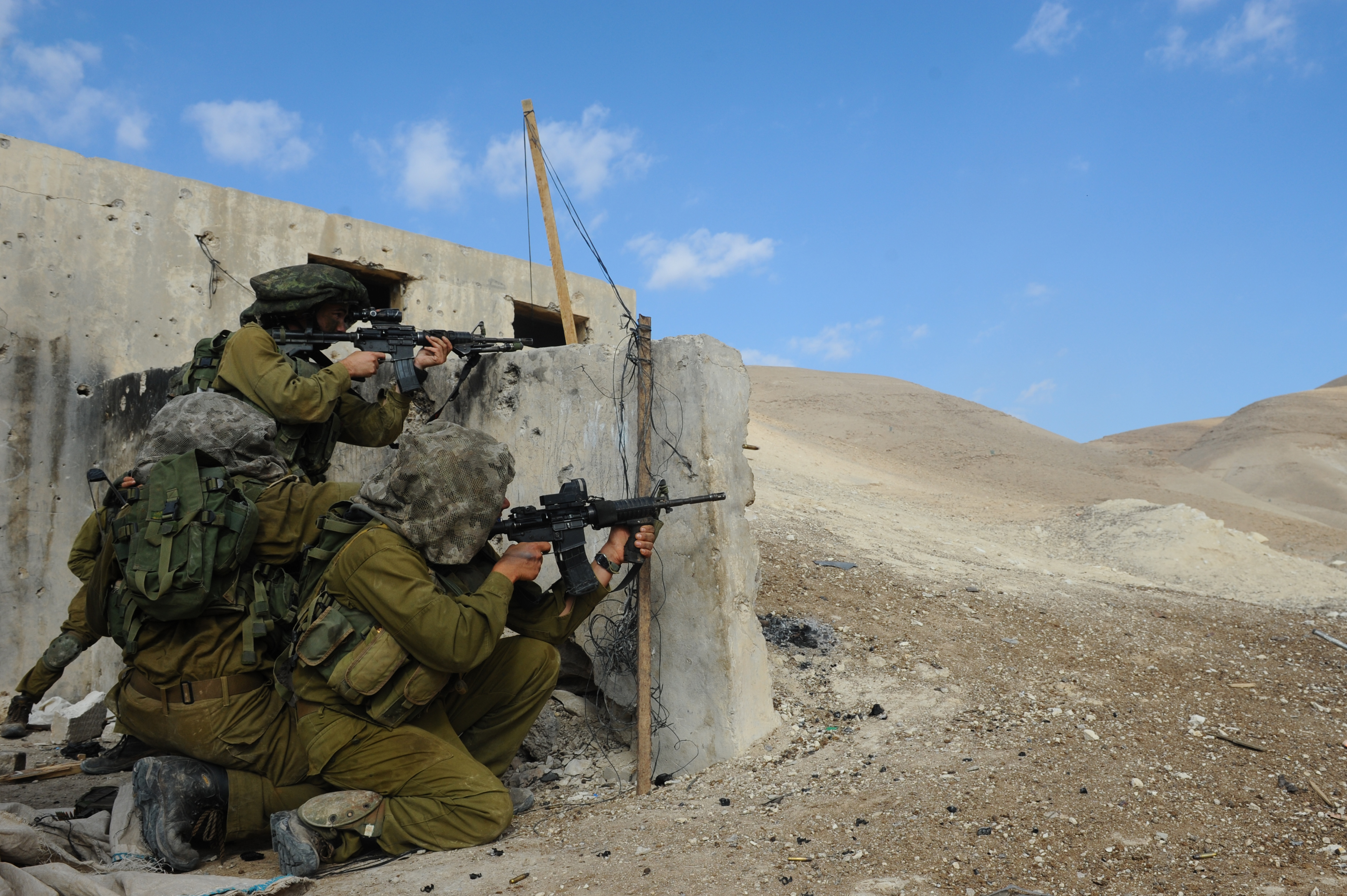
Paraquedistas israelenses atuando como infantaria básica, em 2012.
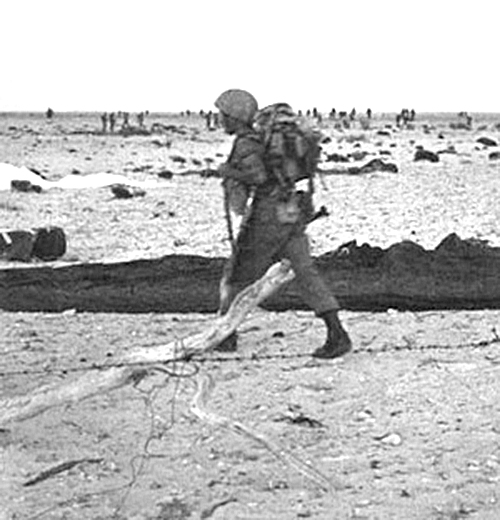
Um paraquedista do exército de Israel, em 1956.
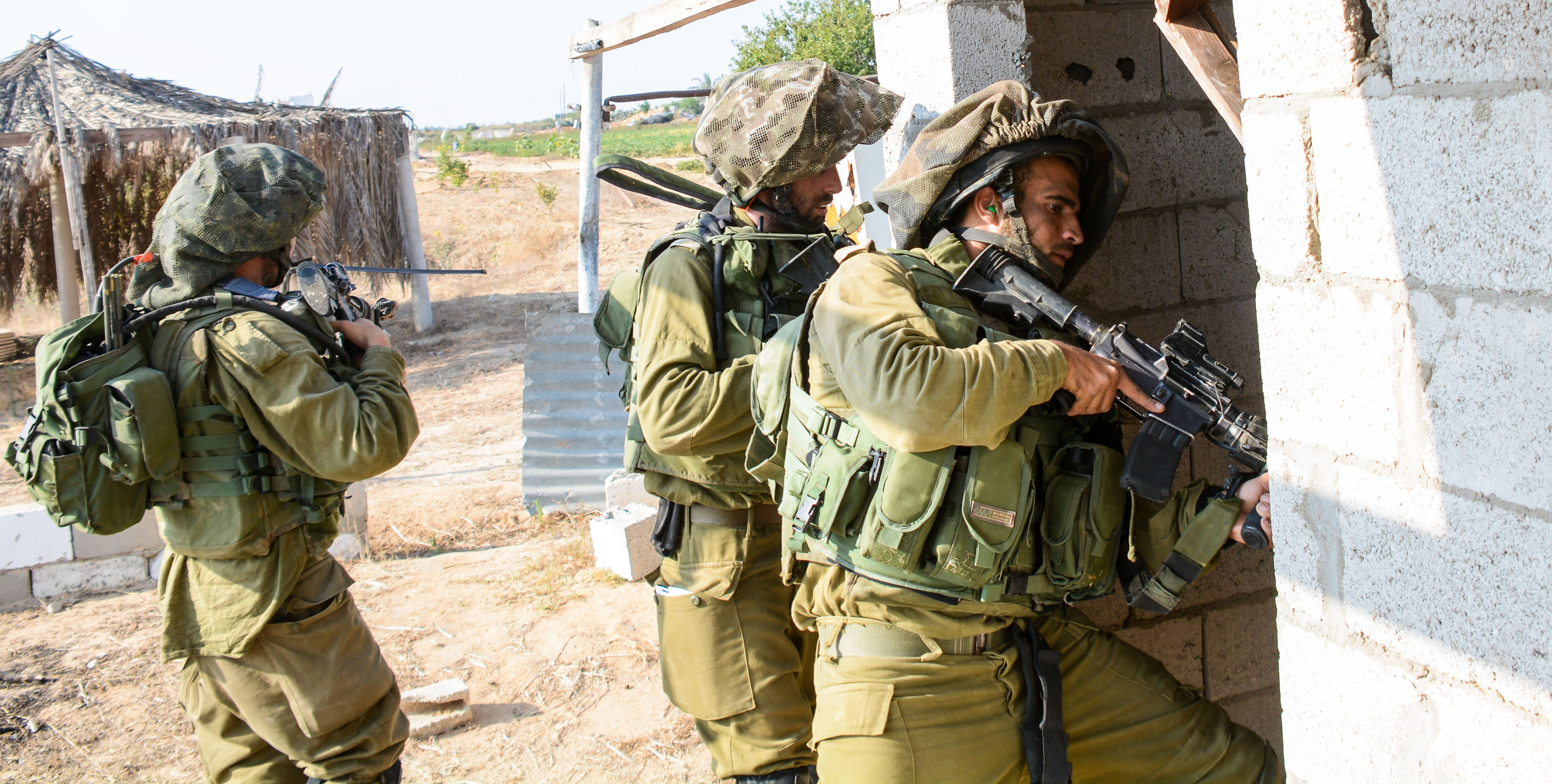
Militares paraquedistas israelenses fazendo buscas em casas na Faixa de Gaza.
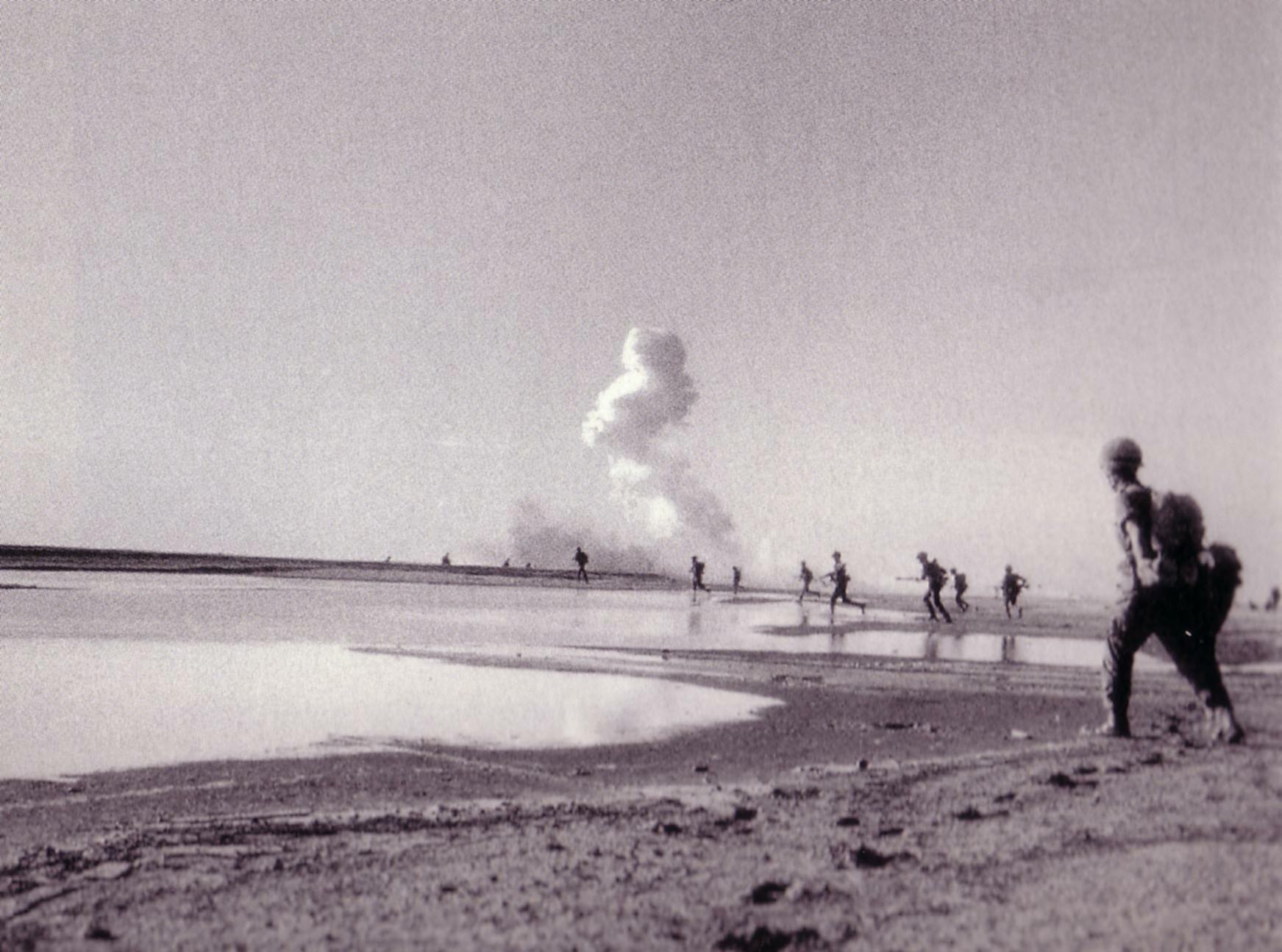
Paraquedistas israelenses durante a Guerra do Yom Kippur.